# Upplands runinskrifter 447
Upplands runinskrifter 447 är en försvunnen vikingatida runsten som funnits i Fransåker, Odensala socken och Sigtuna kommun. Stenen är ungefär  1,85 meter hög och 1,35 meter bred. Den är försvunnen sedan 1600-talet.

## Inskriften
Translitterering av runraden:
[hemik · auk hulmi : ristu : stn : ifti : fiauar broþr · s kuþ hialbi þem]
Normalisering till runsvenska:
Hæmingʀ ok Holmi ræistu stæin æftiʀ fiauar broður sinn. Guð hialpi þæim.
Översättning till nusvenska:
Häming och Holme reste stenen efter fiauar, sin broder. Gud hjälpe dem.